# 스타 시티즌
스타 시티즌(Star Citizen)은 클라우드 임페리엄 게임즈가 윈도우용으로 현재 개발 중인 멀티플레이 우주 무역 및 전투 시뮬레이션 비디오 게임이다. 미완성된 프리랜서(2003) 계획의 확장된 재시도로, 스타 시티즌은 디렉터 크리스 로버츠가 이끌고 있다. 이 게임은 2012년에 발표되었고, 200만 달러 이상을 모금한 성공적인 킥스타터 캠페인이 뒤를 이었다. 그러나 10년 이상의 개발 기간에도 불구하고, 현재 스타 시티즌의 앞서 해보기 종료 예정일은 주어지지 않았다.
2013년, 클라우드 임페리엄 게임즈는 "모듈"이라고 알려진 게임의 일부를 출시하여 플레이어들이 출시 전에 게임플레이 기능을 경험할 수 있도록 했다. "영구 우주" 모듈은 2015년에 사전 구매자들에게 테스트용으로 제공되었고, 스타 시티즌은 2017년에 앞서 해보기로 출시되었다. 업데이트는 계속해서 이루어지고 있다. 스타 시티즌은 오랜 제작 과정 동안 상당한 비판을 받았다. 이는 앞서 해보기 종료일이 명확하지 않은 점과 프로젝트를 포기한 후 환불을 받는 데 후원자들이 겪는 어려움 때문이었다. 이 게임의 출시는 원래 2014년으로 예상되었으나, 여러 차례 연기되었다.
초기 킥스타터 종료 후, 클라우드 임페리엄 게임즈는 선박 및 기타 게임 내 콘텐츠 판매를 통해 계속 자금을 조달했다. 스타 시티즌의 수익 모델은 프로젝트에 대한 더 많은 비판과 법적 문제를 야기했다. 이 게임은 가장 자금이 많이 모인 크라우드펀딩 프로젝트 중 하나로 기록되었다. 2025년 4월 기준, 크라우드펀딩과 앞서 해보기 판매를 합친 금액은 8억 달러에 달하여 세계에서 가장 비싼 비디오 게임이 되었으며, 역사상 가장 비싼 단일 엔터테인먼트 작품 중 하나가 되었다.

## 게임플레이
스타 시티즌은 우주 시뮬레이터, 1인칭 슈팅, 대규모 다중 사용자 온라인 게임 장르의 특징을 4개의 플레이 가능한 모드에 걸쳐 결합한다. 이 모듈들은 격납고, 아레나 커맨더, 스타 마린으로 나뉘어 있으며, 퍼시스턴트 유니버스 모듈에 나타나는 게임플레이 기능의 예시를 제공하지만, 자체적인 메커니즘도 가지고 있다.

### 격납고 모듈
격납고 모듈에서 플레이어는 공개된 구매한 함선을 탐험하거나 수정하고 함선 시스템과 상호작용할 수 있지만, 비행 옵션은 사용할 수 없다. 격납고 안에 배치하고 정렬할 수 있는 장식과 장식도 포함된다. 스타 시티즌 알파 패치 3.13.1a(2021년 5월 19일 출시) 기준으로, 격납고 모듈은 현재 지속적인 문제로 인해 비활성화되었다.

### 아레나 커맨더
아레나 커맨더는 게임 내 우주 전투 시뮬레이터로, 플레이어가 다른 플레이어나 AI 상대를 상대로 다양한 게임 유형에서 함선을 조종할 수 있다. 자유 비행 게임 유형에서는 전투 조우의 위협 없이 함선을 조종할 수 있으며, 반둘 무리에서는 최대 4명의 플레이어가 컴퓨터 제어 적의 파도와 싸운다. 코어 점령은 고전적인 깃발 뺏기 규칙에서 영감을 받은 게임 유형으로, 한 팀이 상대 팀의 코어를 점령하여 자신의 진영에 배치해야 한다. 세 개의 코스가 있는 특별히 설계된 맵에서 진행되는 레이싱 게임 유형에서는 플레이어가 체크포인트를 통과하며 서로의 시간을 깨뜨리려고 시도한다. 배틀 로얄과 팀 같은 게임 유형은 플레이어를 서로 직접 대립하게 하여 적 함선을 파괴하여 점수를 얻는다. 마지막 게임 유형인 해적 무리는 반둘 무리와 유사하지만 다른 적 유형을 가진 무리 기반 게임 유형이다.
조종사에 대한 G-force 효과가 아레나 커맨더에 도입되었는데, 이는 함선에 상당한 g-force를 가하는 방식으로 움직일 경우 플레이어 캐릭터가 기절할 수 있다. 아레나 커맨더에서 사용되는 함선을 사용자 정의하기 위한 장비는 플레이어 함선 전투 능력을 추가로 수정하기 위해 대여할 수 있다. 2015년 스타 시티즌 컨퍼런스에서 아레나 커맨더의 다중 승무원 요소가 발표되었지만, 아직 게임에 구현되지 않았다.

### 스타 마린
스타 마린은 게임 내 지상 전투 시뮬레이터로, 플레이어가 재래식 무기로 서로 싸울 수 있도록 한다. 출시 시점에 두 개의 맵이 제공되었으며, 제거와 라스트 스탠드라는 두 가지 게임 유형이 함께 제공되었다.
라스트 스탠드는 "점령 및 유지" 게임 유형으로, 두 개의 반대 팀(해병대와 아웃로)이 각각 하나 이상의 컨트롤 포인트를 점령하여 점수를 얻으려고 시도한다. 팀이 더 많은 컨트롤 포인트를 점령할수록 점수를 꾸준히 증가하는 속도로 얻는다. 제거는 자유 경쟁 게임 유형이다. 팀 기반의 "라스트 스탠드"와 달리, 플레이어는 경기 종료 전에 가장 많은 킬 수를 얻기 위해 개별적으로 노력한다. 두 게임 유형 모두 10분 동안 지속되거나(라스트 스탠드의 경우) 한 팀이 더 높은 점수를 얻을 때까지 지속된다.

### 퍼시스턴트 유니버스
처음에는 크루세이더라고 불렸던 퍼시스턴트 유니버스는 격납고, 아레나 커맨더, 스타 마린 모듈의 게임 플레이 측면을 단일 멀티플레이어 플랫폼으로 결합한다. 플레이어는 4개의 행성, 9개의 위성, 1개의 소행성, 1개의 가스 거성 주변 및 표면을 자유롭게 이동할 수 있다.
플레이어는 퍼시스턴트 유니버스에서 남성 또는 여성 아바타를 만들 수 있다. 모드에 진입하면 플레이어는 우주 정거장이나 게임 내 사용 가능한 행성 중 하나에서 스폰된다. 스폰된 후 플레이어는 무역, 현상금 사냥, 채광, 임무 수행 등 추구할 것을 자유롭게 선택할 수 있다. 법 시스템은 플레이어 활동을 추적하고 범죄 행동에 참여한 플레이어에게 특정 지역에 대한 접근을 차단하고 법 집행 기관의 현상금이나 폭력적인 반응으로 이어질 수 있는 등급을 부여하여 처벌한다. 범죄 등급을 낮추기 위해서는 법 집행 네트워크를 해킹하거나 발생한 벌금을 납부해야 한다.
이동은 중력 및 무중력 환경 모두에서 가능하다. 행성마다 다른 중력 끌어당김이 있어 플레이어 점프 높이가 달라진다. 무중력 환경에서는 등 뒤의 스러스터를 통해 전방 이동이 가능하며 6 자유도로 움직일 수 있다. 플레이어가 함선에 탑승하면 인공 중력의 영향을 받으며 자유롭게 이동할 수 있다.
최종 게임은 게임 내 통화인 UEC를 사용하지만, 현재 앞서 해보기 버전은 aUEC라는 임시 통화를 사용하며, 이는 게임 출시 시점 및 때때로 재설정된다.
구매하거나 대여한 함선이나 차량은 착륙 구역에서 플레이어가 스폰할 수 있다. 함선은 실제 자금으로 구매하거나 게임 내 키오스크에서 얻은 크레딧으로 구매할 수 있다. 대여 함선은 며칠부터 한 달까지 다양한 기간 동안 별도의 키오스크에서 조달할 수 있다. 함선이 파괴되면 플레이어는 보험 청구를 제출하고 전달될 때까지 일정 시간을 기다려야 한다. 플레이어는 우주와 대기 모두에서 함선을 조종할 수 있으며, 이 둘 간의 전환은 로딩 화면 없이 실시간으로 이루어진다.
게임 내 행성은 각기 다른 생물군과 관심 지역을 가지고 절차적으로 생성된다. 각 행성에는 종종 도시 내에 착륙 구역이 있으며, 플레이어는 하차하여 도보로 탐험할 수 있다. 일부 도시에는 다양한 구역을 연결하는 대중교통 시스템이 포함되어 있다. 이러한 구역에서는 다양한 무기와 아이템을 취급하는 상점을 찾아 플레이어가 캐릭터와 함선에 필요한 장비를 구매하고 상품을 거래할 수 있다. 대부분의 행성에는 플레이어가 탐험할 수 있는 동굴 시스템이 있으며, 이곳에서 조사 임무를 수행하거나 희귀 광석을 채굴할 수 있다.

## 스쿼드론 42
스쿼드론 42는 스타 시티즌 가상 세계를 배경으로 하는 싱글 플레이 기반의 게임으로, 개발자들은 이를 "윙 커맨더의 정신적 후속작"이라고 설명했다. 이 게임은 크리스 로버츠의 형인 에린 로버츠의 감독 하에 Foundry 42 스튜디오에서 개발하고 있으며, 에린 로버츠는 이미 윙 커맨더 시리즈에서 형과 함께 작업했으며 프라이버티어 2: 어둠 속에서 및 스타랜서와 같은 게임의 제작 및 개발을 이끌었다. 킥스타터 캠페인 동안 원래 2014년 출시로 발표되었으나 여러 차례 연기되었다. 2019년 중반, CIG는 2020년 2분기 말까지 베타 버전을 출시할 계획이며, 이후 현재는 폐기된 로드맵에서 2020년 3분기로 예상한다고 밝혔다. 2020년 12월, 크리스 로버츠는 현재 공식 출시일이나 게임플레이 영상은 없을 것이라고 발표했다. "우리가 거의 최종 단계에 도달하고 원하는 품질로 게임을 완성하는 데 필요한 나머지 시간에 대한 높은 확신을 가질 때까지는 스쿼드론 42의 게임플레이를 공개적으로 보여주거나 출시일에 대해 논의하지 않는 것이 최선이라고 결정했습니다." 2024년 시티즌콘에서 스쿼드론 42의 첫 게임플레이 부분이 공개되었고 2026년 출시가 제안되었다.
개발자들은 인터랙티브 스토리라인이 엘리트 군사 부대를 중심으로 진행되며, 플레이어 캐릭터가 지구 연합 해군에 입대하여 대규모 우주 전투로 시작되는 캠페인에 참여하는 내용을 담고 있다고 밝혔다. 플레이어의 행동은 UEE 시민권을 선택적으로 획득하고 스타 시티즌 퍼시스턴트 유니버스에서의 플레이어 지위에 영향을 미치지만, 다른 게임에 접근하기 위해 두 게임 중 하나를 플레이할 필요는 없다. 우주 전투 시뮬레이션 및 1인칭 슈팅 요소 외에도 보고된 기능에는 비플레이어 조종사와의 관계에 영향을 미치는 대화 시스템이 포함된다. 선택적 협동 모드는 킥스타터에서 처음 제안되었지만, 나중에 출시 후 추가되는 별도의 모드로 변경되었다. 이 게임은 여러 에피소드로 출시될 예정이며, 개발자들에 따르면 스쿼드론 42 에피소드 1은 약 70개의 임무를 포함하여 약 20시간의 게임플레이를 제공할 것으로 예상된다. 스쿼드론 42 에피소드 2와 3는 나중에 출시될 것이다. 스쿼드론 42의 출연진으로는 게리 올드먼, 마크 해밀, 질리언 앤더슨, 마크 스트롱, 리엄 커닝햄, 앤디 서키스, 존 리스데이비스, 잭 휴스턴, 엘리너 톰린슨, 해리 트레더웨이, 소피 우, 댐슨 이드리스, 에릭 웨어하임, 로나 미트라, 헨리 카빌, 벤 멘덜슨 등이 있다.

## 개발

### 배경

클라우드 임페리엄 게임즈 로고

스타 시티즌은 클라우드 임페리엄 게임즈에 의해 개발되고 있으며, 이 스튜디오는 크리스 로버츠, 샌디 로버츠, 오트윈 프라이머스가 2012년에 설립했다. 1990년부터 1996년까지 오리진 시스템스에서 근무하는 동안 로버츠는 그의 혁신적인 윙 커맨더 시리즈로 유명해졌다. 1999년 로버츠의 스튜디오인 Digital Anvil이 스타랜서를 완성한 후, 게임 프리랜서의 광범위한 계획의 제작 지연으로 회사는 마이크로소프트에 인수되었고 로버츠는 프로젝트에서 퇴사했다. 새로운 리더와 수많은 직원 교체 하에 완성된 게임은 호평을 받았지만, 로버츠가 계획했던 광범위한 기능이 부족하다는 비판을 받았다. 로버츠는 이후 스타 시티즌이 윙 커맨더와 프리랜서의 정신적 후속작이라고 주장했다.
스타 시티즌의 사전제작은 2010년에 시작되었으며 제작은 크라이엔진 3을 사용하여 2011년에 시작되었다. CGBot, Rmory, VoidAlpha, 비헤이비어 인터랙티브 등 여러 계약 업체 및 외주 개발 업체가 게임의 초기 프로토타입과 콘셉트 아트를 구축하기 위해 고용되었다. 프로토타입의 목표는 외부 투자를 유치하는 것이었지만, 더블 파인 어드벤처 킥스타터 캠페인의 성공에 따라 로버츠는 대신 게임을 크라우드펀딩하기로 결정했다. 오트윈 프라이어머스, 벤 레스닉, 데이비드 스워포드를 고용한 후, 클라우드 임페리엄 게임즈가 설립되었으며, 초기 캠페인을 구축할 의도로 설립되었다. 스타 시티즌은 2012년 10월 10일 GDC에서 공식 발표되었으며, 캠페인을 위해 구축한 웹사이트가 충돌했다. GDC 발표 이후, 회사는 2012년 10월 18일에 킥스타터 캠페인을 발표했다.
스타 엔진의 기반은 2011년 CIG가 스타 시티즌 개발을 위해 처음 선택한 크라이텍이 개발한 크라이엔진 3으로 거슬러 올라간다. 크라이엔진은 최첨단 그래픽과 고급 물리 엔진으로 유명했으며, 고화질 영상과 현실적인 우주 시뮬레이션을 제공하려는 게임에 이상적인 선택이었다. 당시 크라이엔진은 크라이시스 및 롬: 라이즈 오브 레전드와 같은 시각적으로 획기적인 타이틀을 통해 최고의 렌더링 엔진으로서의 명성을 굳혔다. 그러나 개발이 진행됨에 따라 크라이엔진이 스타 시티즌에 필요한 대규모 멀티플레이어 경험과 절차적 우주 생성 기능을 지원하도록 설계되지 않았음이 분명해졌다. 이 엔진은 주로 싱글 플레이 및 소규모 멀티플레이어 경험을 위해 구축되었으며, 원활한 우주 여행, 동적 환경, 수천 명의 동시 플레이어가 상호 작용하는 연결된 우주를 처리하는 데 상당한 기술적 문제를 야기했다.
크라이엔진의 한계를 극복하기 위해 클라우드 임페리엄 게임즈(CIG)는 2016년에 크라이엔진에서 파생되었지만 클라우드 기반 네트워킹 및 대규모 멀티플레이어 인프라를 지원하기 위해 아마존이 추가 개발한 새로운 엔진인 아마존 럼버야드로 전환했다고 발표했다. 이 결정은 단순한 기술적 업그레이드가 아니라 스타 시티즌의 장기 비전에 부합하는 전략적 움직임이었다. 당시 크라이텍은 심각한 재정적 어려움을 겪고 있었고, 크라이엔진의 미래 안정성과 지원에 대한 우려를 낳았다. CIG는 더욱 안전하고 잘 지원되는 개발 파이프라인을 갖춘 엔진이 필요했으며, 이는 어려움을 겪는 서드파티 회사에 의존하지 않도록 보장했다.
아마존 웹 서비스와 통합된 아마존 럼버야드는 스타 시티즌의 야심찬 멀티플레이어 및 영구 세계 디자인을 위한 보다 확장 가능한 솔루션을 제공했다. AWS의 통합을 통해 CIG는 클라우드 컴퓨팅을 활용하여 중요한 처리 작업을 분산 서버로 오프로드하고, 수천 명의 플레이어가 실시간으로 상호 작용할 수 있는 광대한 우주에서 보다 원활한 성능을 보장할 수 있었다. 이 클라우드 인프라는 전통적인 서버 아키텍처의 제약 없이 영구적인 플레이어 상호 작용, 실시간 경제 시스템, 대규모 전투와 같은 기능을 구현하는 데 매우 중요했다.
또한 럼버야드의 라이선스 조건은 CIG에게 크라이엔진에서는 불가능했던 엔진을 사용자 정의할 수 있는 훨씬 더 많은 자유를 부여했다. 크라이텍의 원래 라이선스 계약은 CIG가 구현할 수 있는 수정 및 확장 정도를 제한하는 제약을 가했다. 럼버야드로 전환함으로써 CIG는 코어 엔진 구성 요소를 전면 수정하고, 독자적인 기술을 개발하며, 외부 종속 없이 자신들의 비전을 완벽하게 통합할 수 있는 능력을 얻었다. 이 전환은 CIG가 자신들의 필요에 맞게 럼버야드를 점진적으로 재작업하고 개선하여 스타 시티즌과 스쿼드론 42 전용의 고도로 전문화되고 최적화된 엔진으로 만들면서 훗날 스타엔진이 될 기반을 마련했다.

### 킥스타터 및 초기 출시
킥스타터 초기 데뷔 당시 스타 시티즌은 "윙 커맨더와 프라이버티어/프리랜서를 특별하게 만든 모든 것"으로 홍보되었다. 제안된 게임은 드롭인/드롭아웃 협동 모드를 포함하는 스쿼드론 42라는 싱글 플레이 스토리 기반 모드, 회사에서 호스팅하는 영구 우주 모드, 자체 호스팅, 모드 친화적인 멀티 플레이 모드, 구독 없음, 페이투윈 메커니즘 없음 등을 포함할 것으로 주장되었다. 초기 예상 출시일은 2014년 11월로 명시되었으며, 출시 시점에 모든 제안된 기능이 제공될 예정이었다. 추가로 약속된 기능에는 가상 현실 지원, 플라이트 스틱 지원, 고급 PC 하드웨어에 중점을 두는 것이 포함되었다. 초기 출시는 윈도우를 대상으로 할 예정이었지만, 로버츠는 공식 출시 후 리눅스 지원이 프로젝트의 목표라고 밝혔다.
개발이 계속됨에 따라 크리스 로버츠는 2013년 8월에 플레이어들이 폐쇄된 공간과 완성된 함선 중 일부를 탐험할 수 있는 "격납고 모듈"을 출시할 것이라고 발표했다. 이 모듈은 6일 후인 8월 29일에 출시되었으며 프로젝트의 "첫 번째 결과물"로 간주되었다. 이는 스타 시티즌의 모듈식 개발 프로세스의 시작을 알리는 것으로, 영구 우주 출시까지 게임의 작은 부분이 출시될 예정이었다. 이 초기 기간 동안 게임은 문 콜라이더가 개발한 인공지능 시스템인 키테라를 활용할 것이라고 발표되었다.
이 게임은 클라우드 임페리엄 게임즈와 파운드리 42에서 분산 개발 방식으로 스튜디오는 오스틴, 프랑크푸르트, 산타 모니카, 윔슬로, 더비에 있다. 프로젝트에 참여하고 있는 다른 파트너로는 Turbulent, 비르투오스, Wyrmbyte 등이 있다.

#### 아레나 커맨더
아레나 커맨더는 스타 시티즌의 "비행 전투" 모듈로, 2014년 6월 4일에 출시되었다. 플레이어는 다양한 게임 유형에서 다른 플레이어 또는 AI 상대를 상대로 게임의 함선 전투 및 레이싱 부분을 테스트할 수 있다. 이 게임 유형은 모든 플레이어에게 싱글 플레이 모드로 출시되었으며, 적은 수의 플레이어는 멀티 플레이 버전 액세스를 받아 모듈이 완전히 출시될 때까지 확장할 계획이었다.
2014년 8월 11일, 아레나 커맨더는 모든 플레이어에게 액세스를 개방하고 코어 점령 게임 유형을 추가하도록 업데이트되었다. 이 모듈은 2014년 내내 업데이트를 받았으며, 9월에는 레이싱 모드 및 기타 수정 사항이 추가되었다. 12월까지 아레나 커맨더는 버전 1.0에 도달했으며 프로젝트의 "중요한 이정표"로 간주되었다.

#### 스타 마린
스타 마린은 스타 시티즌의 "FPS 모듈"로 간주되었다. 이 모듈은 PAX 오스트레일리아 2014에서 2015년 예상 출시일과 함께 발표되었다. 스타 마린 개발은 콜로라도 기반의 제3자 스튜디오인 일포닉에 위탁되었다. 처음에는 이 모듈에 팀이 함선 내에서 시작하여 전투를 시작하기 위해 우주 정거장으로 비행해야 하는 기능, 그리고 경기 중 중력을 비활성화하는 것을 포함한 훨씬 더 많은 EVA 기반 게임 플레이가 포함될 예정이었다. 그러나 거의 완성될 무렵 CIG는 이 모듈을 위해 구축된 자산이 게임 나머지 부분에 대해 구축된 자산과 동일한 규모가 아니라는 것을 발견했다. 2015년 8월까지 계약이 해지되었고 스타 마린 개발은 클라우드 임페리엄 게임즈의 자체 팀으로 돌아왔다.
스타 마린 개발을 괴롭힌 문제들은 상당한 지연을 야기했고, 원래 예상된 2015년 출시일을 넘어섰다. 모듈이 Illfonic에서 철수되기 직전, 언론들은 모듈이 "무기한 연기" 또는 "취소"되었다고 보도하기 시작했다.
2015년 개발 중, SATA Ball이라는 게임 유형이 발표되었는데, 이는 플레이어가 두 팀으로 나뉘어 무중력 환경에서 서로 싸우는 게임 내 스포츠이다. 아직 게임에 구현되지 않았다.
이 모듈은 원래 예상 출시일로부터 1년 후인 2016년 12월 23일에 출시되었다.

### 퍼시스턴트 유니버스
이전 모듈들은 주로 게임 플레이의 한 측면에 초점을 맞췄지만, 스타 시티즌의 알파 2.0 버전(처음에는 크루세이더라고 알려짐) 출시는 이전 모듈에서 발견된 게임 플레이 요소의 조합이었다. 초기 출시는 2015년 12월 11일이었으며, 이는 스타 시티즌 프로젝트가 원래 완료될 예정이었던 시점에서 1년 후였다. 나중에 "유니버스"로 재명명된 이 모듈은 스타 시티즌 개발의 주요 초점이 되었으며, 향후 업데이트는 이 모드에 콘텐츠를 구현하는 데 초점을 맞췄다.
스타 시티즌의 알파 3.0은 주요 이정표로 여겨졌으며, 게임스컴 2016에서 2016년 12월 출시로 발표되었다. 두 달 후인 2016년 10월 연례 시민콘 행사에서 클라우드 임페리엄 게임즈는 알파 3.0을 네 가지 작은 릴리스로 분할할 것이라고 주장했다. 12월이 되었을 때, 클라우드 임페리엄 게임즈는 스타 시티즌을 아마존 럼버야드 엔진으로 이전할 것이라고 깜짝 발표했다. 알파 3.0은 2017년 12월이 되어서야 출시되었으며, 출시 이후 개발자들은 미래 개발 중인 기능과 콘텐츠를 보여주는 공개 로드맵을 구현했다.
개발이 계속됨에 따라 클라우드 임페리엄 게임즈는 알파 3.0을 기반으로 하는 증분 버전으로 더 많은 기능을 출시하기 시작했다. 초기 업데이트는 퍼시스턴트 유니버스 모듈에 특정한 초기 게임플레이 메커니즘을 구현하고 "겨우 플레이 가능한" 알파 3.0 업데이트를 안정화하는 데 초점을 맞췄다. 페이스-오버-IP 기술은 알파 3.3에 구현되었으며, 이는 페이스웨어 테크놀로지스와 협력하여 구축되었다. 기능 추가는 클라우드 임페리엄 게임즈가 모듈 업데이트를 분기별로 제공하는 일정을 채택함에 따라 2019년 내내 계속되었지만, 오랜 개발 기간에 대한 우려는 계속되었다.
스타 시티즌의 알파 3.8 업데이트 개발 중, 개발자들은 오브젝트 컨테이너 스트리밍이라고 알려진 기술 구현에 대해 논의했다. 게임의 규모 때문에 영구 우주의 클라이언트 및 서버 측 모두에서 메모리 제한에 부딪히는 문제가 발생했다. 2018년 12월에 클라이언트 측 오브젝트 컨테이너 스트리밍 버전을 출시했지만, 서버 측 버전은 이러한 제한을 더욱 완화하기 위해 개발 중이었다. 개발자들은 서버 측 구현이 프로젝트의 기존 제한을 완화할 것이라고 언급하며, 완료된다면 "이 게임이 지금까지 본 가장 큰 기술적 이정표 중 하나"가 될 것이라고 말했다. 알파 3.18 업데이트 출시와 함께 게임은 주요 정전을 경험했다.

### 지연 및 확장된 개발
2012년 크라우드펀딩 캠페인 동안 크리스 로버츠는 게임이 2014년에 출시될 수 있다고 제안했다. 당시 로버츠는 "정말로 출시 이후 계속 반복하는 것에 관한 것입니다. 전체 아이디어는 끊임없이 업데이트하는 것입니다. 모든 것과 부엌 싱크대까지 출시 시점에 다 갖춰야 했던 옛날과는 다릅니다. 지금 우리는 이미 1년이 지났습니다. 2년 더 하면 총 3년이 됩니다. 이는 이상적입니다. 그 이상이 되면 상황이 정체되기 시작할 것입니다."라고 말했다.
개발이 진행됨에 따라 주요 기능은 예상 출시일로부터 계속 밀렸다. 원래 2013년 12월로 예정되었던 아레나 커맨더 모듈은 2014년 6월 초기 출시로 6개월 연기되었다. 원래 2015년 출시로 예정되었던 스타 마린은 2016년 12월까지 연기되었다. 게임의 퍼시스턴트 유니버스 모듈 업데이트인 알파 3.0은 2016년 12월에서 2017년 12월로 연기되었다. 스타 시티즌 알파 3.0은 개발자에 의해 앞서 해보기 버전으로 간주되었다. 스타 시티즌 알파 3.0 출시 이후, 앞서 해보기 종료에 대한 공식적인 날짜는 정해지지 않았지만, 계속 업데이트가 이루어지고 있다.
이제 별도의 독립형 싱글 플레이 컴포넌트가 된 스쿼드론 42는 원래 프로젝트의 초기 2014년 출시로 예정되었지만, 역시 지연되었다. 2014년 출시 창을 놓친 후, 2016년 출시 창이 제안되었으나 프로젝트는 "무기한 연기"되었다. 2018년, 클라우드 임페리엄 게임즈는 스쿼드론 42의 개발 베타 단계에 2020년 1분기 말 이전에 진입할 계획을 발표했지만, 그 날짜는 나중에 2020년 2분기 말로 미뤄졌다. 베타는 나중에 다시 2020년 3분기로 미뤄졌고, 이 기간이 지나도록 아무 소식이 없다가 10월 10일 크리스 로버츠는 "우리는 베타 단계에 도달하기까지 아직 갈 길이 멀다"고 밝혔다.
프로젝트가 주요 기능을 계속 지연하고 예상 마감일을 놓치자, 언론들은 게임이 베이퍼웨어가 되어 출시되지 않을 수도 있다고 시사하기 시작했다. 이러한 지연의 많은 부분은 클라우드 임페리엄 게임즈의 주요 멤버들의 미세 관리와 피처 크리프에 대한 비판 때문이었다. 스타 시티즌과 비슷한 시기에 크라우드펀딩으로 발표되어 2014년에 출시된 또 다른 우주 비행 시뮬레이션 게임인 엘리트: 데인저러스와 비교가 이루어졌다.
2021년 11월, 클라우드 임페리엄은 2022년 5월에 맨체스터에 새로운 사무실을 열 것이라고 발표했다. 개장과 함께 이 사무실은 회사의 영국 본부가 될 것이며, 윔슬로 사무실의 직원 400명이 맨체스터로 이전할 것이다. 2024년 1월 말, 라이브 게임 디렉터 토드 파피는 사무실 이전과 관련된 구조 조정의 일환으로 다른 여러 주요 직원들과 함께 회사를 떠났다.
2024년 10월 연례 시티즌콘 행사에 앞서, CIG는 행사 발표 자료 작업을 하는 직원들에게 주 7일 근무를 의무화했다고 보도되었다. 이 2주간의 크런치 기간의 목표는 퍼시스턴트 유니버스를 위한 3.24.2 업데이트와 10월 19일 시티즌콘 2954 무대에서 선보인 스쿼드론 42의 게임 플레이 시연을 완료하는 것이었다고 전해진다. 직원들에게는 스쿼드론 42 출시 후 주당 12시간의 대체 휴무가 제공될 것이 약속되었는데, 이는 당시 회사에 근무하고 있다는 조건 하에 이루어졌다.

### 자금 조달

#### 크라우드펀딩 및앞서 해보기판매
스타 시티즌 개발자들은 2012년에 자체 웹사이트와 킥스타터에서 크라우드펀딩을 시작했다. 자금은 초기 목표를 빠르게 넘어섰고 이후 추가 스트레치 목표가 펀딩 캠페인에 추가되었으며, 대부분 출시 시 더 많은 또는 확장된 콘텐츠를 약속했다.
초기 약정 캠페인 종료 시 총 약정 금액은 클라우드 임페리엄 게임즈가 설정한 모든 목표를 초과하여 US$620만에 달했다. 2013년 중반, 1년도 안 되어 US$1,500만을 모금한 스타 시티즌은 "가장 많이 자금이 모인 크라우드펀딩 프로젝트"가 되었다. 2014년, 기네스 세계 기록은 스타 시티즌 웹사이트에 약정된 US$39,680,576를 "크라우드소싱을 통해 모금된 단일 금액 중 가장 큰 금액"으로 등재했다. 2014년 게임스컴 행사 기간인 8월 15일, 크리스 로버츠는 크라우드펀딩 캠페인이 US$5,000만을 넘어섰다고 발표했다. 2017년 5월 19일, 크라우드펀딩은 1억 5천만 달러를 넘어섰다. 크라우드펀딩 외에도 게임 개발 자금은 다양한 게임 내 거래 및 구독을 통해 계속 조달되었다.
2017년 12월 스타 시티즌이 앞서 해보기로 출시될 때까지 후원자들로부터 모금된 금액은 1억 7천만 달러를 초과했다. 이후 개발사는 크라우드펀딩 기반 수익과 직접적인 앞서 해보기 판매 수익을 명확히 구분하지 않아 총 크라우드펀딩 금액은 불분명하다. 앞서 해보기와 원래 크라우드펀딩을 합친 총 판매 금액은 2020년 6월 3억 달러를 초과했으며, 2021년 11월 4억 달러, 2022년 9월 5억 달러를 넘어섰다. 광고된 카운터 '스타 시티즌즈'와 같지 않으므로 현재 유료 플레이어 수는 알려져 있지 않다.

#### 개인 자금
억만장자 클라이브 칼더는 2018년 12월 클라우드 임페리엄 게임즈의 지분 10%를 4,600만 달러에 인수하여 회사의 가치 평가를 4억 6천만 달러로 올렸다. 이에 대해 테크크런치는 "실제 제품을 아직 출시하지 않은 회사에 대한 그러한 가치 평가가 합리적인지 의문을 가질 수 있다"고 논평했다. 지분 외에도 클라이브와 그의 아들 키스 칼더는 클라우드 임페리엄의 이사회 석을 얻었다. 2020년 3월에는 1,725만 달러의 추가 투자를 유치하여 총 개인 자금 조달액을 6,325만 달러로 늘렸다.
영국 재정 공개 법규에 따라 클라우드 임페리엄 게임즈는 회사의 일부 재정 정보를 공개했다. 이 문서들에 따르면, 2012년부터 2017년까지 5년간 개발 기간 동안 회사는 1억 9300만 달러를 지출하고 1400만 달러를 유보했다. 2020년 영국 CIG 재정 보고서에 따르면 주주들에게 약 100만 파운드의 배당금이 지급된 것으로 나타났다.
2024년 3월에 게시된 영국 CIG의 2022년 재무 공개 정보에는 보고서의 주석 28에 외부 투자의 조건에 대한 추가 세부 정보가 포함되어 있다. 이 투자에는 2024년, 2025년, 2028년 특정 기간에 투자자가 투자금에 이자를 더해 회수할 수 있는 풋 옵션이 포함되어 있다. 같은 재무 공개 정보에서 CIG는 영국 사업 부분의 외부 투자에 대한 이 부채를 4780만 파운드로 추산한다. 클라이브 칼더의 투자가 CIG 사업의 미국 측에 동일한 비율로 이루어졌으므로, 추가적인 추정은 투자자들이 풋 옵션을 행사할 경우 CIG가 투자자들에게 지불해야 할 총 부채를 전체적으로 약 1억 3천만 달러로 계산한다.

## 그레이마켓
2014년, 유로게이머는 스타 시티즌의 펀딩 방식, 특히 한정 판매 선박 판매 및 플레이어 간 선박 판매 불가능으로 인해 그레이마켓이 생겨났다고 보도했다. 여러 사람들이 플레이어 간 선박 판매 또는 교환 거래를 처리하는 중간 역할을 하기 시작했으며, 이는 최근 판매된 선박의 게임 내 보험 메커니즘 변경 이후 더욱 만연해졌다. 클라우드 임페리엄 게임즈는 프로젝트의 "선물 시스템"을 변경하여 "중개인 사기를 제거하기 위해 패키지는 계정에 귀속되기 전에 한 번만 선물할 수 있습니다."라고 발표했다. 중개인들은 주로 거래의 재정적인 측면을 처리하고 실제 당사자들이 상품을 교환하도록 허용함으로써 이 제한을 회피했다. 보고서에 따르면, "크리스 로버츠는 스타 시티즌 그레이마켓을 단속할 의사가 없음을 표명했다".

## 반응

### 언론 반응
2016년 폴리곤의 의견 기사에서 찰리 홀은 스타 시티즌을 노 맨즈 스카이와 엘리트: 데인저러스와 비교하며 "마지막으로 확인했을 때, 스타 시티즌은 논란 몇 겹 속에 묻힌 꿈 속에 감싸인 희망이었다"고 쓰면서도, 각 게임이 우주 시뮬레이션 장르 내에서 제공하는 것이 다르다고 말했다. PC 게이머 작가 루크 윙키도 스타 시티즌을 노 맨즈 스카이와 비교하며, 스타 시티즌을 "다른 초야심 찬, 논란의 여지가 있는 우주 시뮬레이션의 지평"이라고 묘사하고, 노 맨즈 스카이에 실망한 장르 팬들이 아직 미완성인 스타 시티즌으로 눈을 돌리고 있지만, 후자가 기대에 미치지 못할까 하는 우려를 때때로 표명하고 있다고 밝혔다.
게임 개발자들은 프로젝트 마감일을 맞추지 못하고 계속해서 자금을 열성적으로 모으는 것에 대해 비판을 받았으며, 기술적 실현 가능성과 개발자가 게임을 완성할 수 있는지에 대한 의구심도 제기되었다.
2015년 9월과 10월 사이에 이스케이피스트 매거진은 이 프로젝트가 문제에 직면했다고 주장하는 다양한 출처를 인용하여 두 개의 매우 논란이 많은 기사를 작성했다. 로버츠가 기사에 대해 신랄한 답변을 쓴 후, 클라우드 임페리엄 게임즈는 사이트와 소유자를 상대로 법적 조치를 위협했지만 실현되지 않았다. 2017년 3월, 데릭 스마트는 양측이 법정 외에서 합의했다고 썼다. 디파이 미디어의 성명서는 "귀하의 논평 요청에 대한 답변으로, CIG와 디 이스케이피스트는 서로에 대한 댓글을 상호 합의 하에 삭제했습니다. 우리는 서로에게 잘 되기를 바라며 2017년에 더 나은 관계를 기대합니다"라고 밝혔다. 이 기사는 나중에 전문 언론인 협회 상을 공동 3위로 수상했다.
2016년 9월, 코타쿠 UK는 프로젝트를 둘러싼 다양한 논란에 대한 5부작 시리즈를 작성했다. 이 시리즈의 한 기사는 스마트와 로버츠 사이의 오래된 불화와 관련이 있었다. 2016년 12월, 스타 시티즌은 와이어드의 2016 베이퍼웨어 상을 수상했다. 매시블리 OP는 2016년과 2017년 모두 게임에 "가장 망할 가능성이 높은 게임" 상을 수여했다.

### 대중 반응
프로젝트의 범위, 자금 조달, 그리고 약속을 이행할 수 있는지 여부에 대해 온라인에서 지속적인 논쟁이 존재한다. 일부 작가들은 프로젝트 보도로 인해 이메일 공격을 받았다. 적어도 한 명의 유명 유튜브 인물은 게임 팬으로부터 살해 협박을 받았다고 주장했다. 프로젝트를 둘러싼 논란에 관한 다양한 기사 또한 양측 주장에 초점을 맞추고 있다.
2015년 7월, 2012년 프로젝트의 초기 후원자 중 한 명이었던 독립 게임 디자이너 데릭 스마트는 자신의 블로그에 프로젝트의 범위가 커지고 기술력이 부족하여 계획대로 완성될 수 없을 것이라고 주장하는 글을 올렸다. 이 블로그 게시물과 광범위한 뉴스 보도 이후, 클라우드 임페리엄 게임즈는 그에게 환불하고 그의 계정을 취소했다. 2015년 8월, 스마트는 변호사를 통해 클라우드 임페리엄 게임즈에 약속된 후원금 회계 기록, 출시일, 그리고 더 이상 게임을 지원할 의사가 없는 모든 후원자에게 환불 옵션을 요구하는 요구서를 보냈다. CIG의 공동 설립자이자 사법고문인 오트윈 프라이어머스는 스마트의 주장을 "명예훼손적"이고 "전혀 근거가 없다"고 비판했다. 스마트는 환불 이후에도 프로젝트에 대해 비판적인 입장을 유지하고 있다.
2017년, 게임에 아직 구현되지 않은 기능인 가상 토지 소유권 판매가 발표되었고, 이는 언론과 대중 모두로부터 비판을 받았다. 이 메커니즘의 이용 불가능성과 잠재적인 페이 투 윈 이점에 대한 우려가 제기되었다. 이에 대해 클라우드 임페리엄 게임즈는 다음과 같이 썼다. "현재 기념일 세일 기간 동안 개발을 지원하기 위해 소유권 라이선스를 구매한 사람과 게임 내에서 돈을 벌어 구매하는 사람은 충분한 UEC를 가지고 있다면 동등한 위치에 있을 것이다. 특히 게임 수명 동안 우주 내에 탐험하고 소유권을 주장할 수 있는 수백만 개의 위치가 있을 것이기 때문이다."
2018년 8월, 클라우드 임페리엄 게임즈는 프로젝트의 연례 시민콘 행사 라이브 스트림 방송을 수익화하려 시도했으나, 온라인 시위로 인해 결국 철회했다. 나중에 게임 내 화폐 상한선을 제거하여 게임의 페이투윈 메커니즘에 대한 새로운 비판을 불러일으켰다.

## 법적 문제

### 환불 및 정책 변경
일찍이 2015년부터 일부 스타 시티즌 후원자들이 클라우드 임페리엄 게임즈에 환불을 요청하기 시작했다. 폴리곤에 따르면, "스타 시티즌 메시지 보드에 게시된 내부 설문조사에 따르면 게임 후원자의 최대 25%가 환불 절차에 관심을 표명했다. 이 설문조사에는 1,173건의 응답이 있었다." 처음에는 환불이 케이스 바이 케이스로 처리되었다. 2016년 6월 10일, 이용 약관이 수정되어 환불 자격에 관한 구절이 삭제되었다. 이전 이용 약관에서는 게임이 원래 예상 출시일로부터 18개월 이내에 출시되지 않은 경우 후원자는 환불을 받을 수 있었다. 개정된 약관은 개발자가 프로젝트를 포기한 경우에만 후원자가 환불을 받을 수 있도록 변경되었다. 이 변경 사항의 예외는 약관 변경 이전에 돈을 지출한 후원자에게 적용되었으며, 환불을 진행하는 경우 18개월 조항을 유지할 것이라고 명시했다. 한 달 후, 한 후원자가 서비스 약관 변경 후 환불 요청이 실패하자 로스앤젤레스 카운티 지방 검사 및 로스앤젤레스 카운티 소비자 및 기업 사무국에 공식 민원을 제기했다는 보도가 나왔다. 후원자는 처음에는 가상 현실 지원에 관심이 있어 프로젝트에 참여했으며, 이는 장애를 가진 자신에게 게임을 즐기는 데 도움이 될 것이라고 말했다. 가상 현실 지원 연기와 서비스 약관 변경으로 후원자는 "그것이 나에게는 마지막 기회였다"고 말했다. 사건을 담당한 DCBA 조사관은 후원자가 게임 클라이언트를 다운로드하지 않아 수정된 서비스 약관을 수락하지 않았으므로 클라우드 임페리엄 게임즈와 협의하여 미화 2,550달러를 환불 처리하기로 합의했다.
스타 시티즌 환불에 관한 추가 사례들이 언론의 주목을 받았다. 2017년 9월, 익명의 레딧 사용자가 5주 동안 45,000달러를 환불받기 위해 노력했다고 주장한 허위 사실은 아르스 테크니카에 보도되었고, 이 사실이 반박된 후 언론사는 기사를 철회해야 했다. 몇 달 후인 12월, 한 후원자가 24,000달러 환불을 거의 3개월 동안 요청했으며, 클라우드 임페리엄 게임즈를 상대로 소액 청구 소송을 제기했다는 보도가 나왔다. 같은 보고서에서 다른 후원자는 프로젝트에서 16,700달러 환불을 받으려고 시도하고 있다고 밝혔다. 첫 번째 사건은 미국 소비자 보호원으로 이관되었다.
미국 소비자 보호원과의 논의 후, 클라우드 임페리엄 게임즈는 웹사이트를 변경하고 약관을 추가로 수정했다. 사이트 변경은 프로젝트 상태를 더 명확하게 전달하고, 구매를 "약정"으로 정의하며, "잠재적 구매자에게 제품 배송 지연이 있을 수 있음을 알리고, 최종 확인 버튼을 클릭하고 결제를 제공하기 전에 로드맵 사이트를 확인하도록" 설계되었다. 새로운 약관은 14일의 "취소 기간"으로 환불 요청을 개방했지만, 클라우드 임페리엄 게임즈는 30일 이내에 후원자에게 환불하는 회사 정책을 유지하고 있다고 주장했다.
2018년 7월, 한 후원자가 클라우드 임페리엄 게임즈를 상대로 미화 4,496달러 환불을 위해 소액 청구 소송을 제기했다. 그는 "게임의 수많은 지연, 깨진 약속, 범위 변경에 환멸을 느꼈다"고 보도되었다. 그는 게임 변경으로 인해 자신의 장애로 인해 게임을 플레이할 수 있는 능력이 제한될 것이라고 주장했다. 법정에서 클라우드 임페리엄 게임즈는 후원자가 "에보카티"라는 초기 테스터 프로그램에 참여한 것이 자신들이 그에게 제품을 적극적으로 제공하고 있음을 입증한다고 주장했다. 프로젝트 약관에 있는 중재 조항이 언급되자, 후원자는 자신이 서비스 약관 변경 이전에 프로젝트를 후원했으므로 원래 서비스 약관의 적용을 받는다고 주장했다. 클라우드 임페리엄 게임즈는 후원자의 구매 대부분이 변경 후에 이루어졌으며, 그는 새로운 구매 시 수정된 서비스 약관을 수락해야 했을 것이라는 증거를 제시했다. 이 사건을 주재한 판사는 클라우드 임페리엄 게임즈의 편을 들어 후원자에게 불리한 판결을 내렸다. 2019년 5월 포브스 매거진 보도에 따르면, 후원자는 소송이 종료된 후에도 계속해서 함선을 구매한 것으로 알려졌다. 같은 보고서에서는 정보공개법 요청을 통해 미국 연방거래위원회가 클라우드 임페리엄 게임즈에 대한 129건의 민원을 접수했다는 사실이 밝혀졌다고 언급했다.

### 크라이텍 소송
크라이엔진 개발사 크라이텍은 2017년 12월 클라우드 임페리엄 게임즈를 상대로 저작권 침해 및 채무불이행으로 소송을 제기했다. 크라이텍의 구체적인 불만 사항에는 클라우드 임페리엄 게임즈가 아마존 럼버야드로의 전환 발표 후에도 크라이엔진을 계속 사용한 점, 크라이엔진 수정 사항을 공개하지 않은 점, 하나의 엔진을 하나 대신 두 개의 별도 제품에 사용한 점, 게임 자료에서 크라이엔진 로고를 부적절하게 제거한 점 등이 포함된다. 초기 고소장에서는 직접 및 간접적인 손해배상과 스타 시티즌 또는 스쿼드론 42 자료에서 크라이엔진의 추가 사용에 대한 금지명령을 요구했다. 클라우드 임페리엄 게임즈는 소송이 "가치 없다"고 말했지만, 크라이텍은 "법정에서 지적 재산을 보호할 수밖에 없었다"고 밝혔다.
소송이 계속되면서 클라우드 임페리엄 게임즈는 크라이텍이 두 회사 간의 합의를 "선택적으로" 그리고 "오해의 소지가 있게" 전용하고 있다고 주장했다. 클라우드 임페리엄 게임즈는 또한 엔진의 독점적 사용이 "그 엔진을 사용할 의무"까지 확장되지 않으며, 원래 계약은 "어느 당사자도 손해 배상을 청구하는 것"을 금지한다고 주장했다.
클라우드 임페리엄 게임즈는 2018년 1월 법원에 소송 기각을 요청했지만, 같은 해 8월 판사는 단일 청구 및 징벌적 손해배상 추구를 제외하고 기각을 거부했다. 그러나 2018년 12월, 판사는 클라우드 임페리엄 게임즈의 다른 게임 엔진 사용 권리와 크라이엔진 홍보 의무에 관한 주장을 기각했다.
1년간의 추가 소송 끝에 크라이텍은 2020년 1월 권리보전 없는 기각 및 법률 비용 없이 소송 취하를 신청했으며, 스쿼드론 42 출시 후 소송을 재개할 수 있는 옵션을 두었다. 클라우드 임페리엄 게임즈는 크라이텍이 지불해야 할 50만 달러의 법률 비용과 함께 기각 신청으로 맞섰다. 기각 신청 기간 동안 클라우드 임페리엄 게임즈는 2019년 5월 아마존에서 크라이텍으로 보낸 이메일을 제출했는데, 이 이메일에는 2016년에 럼버야드 엔진 라이선스를 부여했으며, 여기에는 라이선스 계약에 크라이엔진 사용 권한이 포함되어 있다는 내용이 담겨 있었다.
2020년 2월, 크라이텍과 클라우드 임페리엄 게임즈는 합의 제안을 신청했으며, 미공개 조건으로 소송의 공동 기각 신청을 위해 30일의 시간을 요청했다. 2021년 초 클라우드 임페리엄 게임즈가 발표한 연례 보고서에 따르면, 클라우드 임페리엄 게임즈는 2020년에 크라이텍으로부터 크라이엔진 라이선스를 취득했다.

### 영국 광고 기준 위원회판결
2021년 9월, 클라우드 임페리엄 게임즈의 개발 중인 함선에 대한 이메일 프로모션 관련 마케팅 이메일의 투명성 부족을 인용한 영국 광고 기준 위원회(ASA)에 대한 고객 불만이 유지되었다. ASA는 클라우드 임페리엄 게임즈에게 판매 중인 "컨셉트 함선"이 아직 게임 내에서 사용할 수 없음을 명확히 하도록 요청했으며, 이로 인해 스타 시티즌 마케팅 이메일에는 잠재 고객에게 컨셉트 함선의 성격에 대한 경고 문구가 포함되게 되었다.